# Eparquia de Mar Addai de Toronto
A Eparquia Caldeia de Mar Addai de Toronto (Eparchia Sancti Addai in urbe Torontina) é uma eparquia pertencente a Igreja Católica Caldeia, única com rito siríaco oriental no Canadá. Suua sede está localizada na cidade de Toronto, na província de Ontário, sendo sujeita imediatamente a Santa Sé. Foi fundada em 2011 pelo Papa Bento XVI. Com uma população católica de 30.000 habitantes, possui 10 paróquias com dados de 2018.

## História
Em 10 de junho de 2011 o Papa Bento XVI cria a Eparquia de Mar Addai de Toronto, com rito siríaco oriental sendo pertencente a Igreja Católica Caldeia, única no Canadá. 

## Lista de eparcas
A seguir uma lista de eparcas desde a criação da eparquia em 2011. 
|                                 | Nome                            | Período                         | Notas                           |
| Eparcas de Mar Addai de Toronto | Eparcas de Mar Addai de Toronto | Eparcas de Mar Addai de Toronto | Eparcas de Mar Addai de Toronto |
| ------------------------------- | ------------------------------- | ------------------------------- | ------------------------------- |
| 4º                              | Bawai Soro                      | 2017                            |                                 |
| 3º                              | Emanuel Hana Shaleta            | 2015 - 2017                     |                                 |
| 2º                              | Daoud Baffro                    | 2014 - 2015                     | Administrador Apostólico        |
| 1º                              | anna Zora                       | 2011 - 2014                     |                                 |